# Peripsychoda appendiculata
Peripsychoda appendiculata är en tvåvingeart som först beskrevs av Quate 1967.  Peripsychoda appendiculata ingår i släktet Peripsychoda och familjen fjärilsmyggor. Inga underarter finns listade i Catalogue of Life.